# 韓錦雲
韩锦雲（1806年—1874年），譜名義凖，字紫东，廣東省瓊州府文昌县（今海南省锦山镇）人。

## 生平
韩锦雲12岁能文，20岁就读琼台书院，先生赞为“国器”。道光十五年（1835年）中举人，道光二十年（1840年）登进士第，選翰林院庶吉士。散館以部屬用，籤分刑部。咸丰元年（1851年），补户部奉天司主事。此后历任云南司员外郎、江苏司郎中、浙江道监察御史、贵州道监察御史、户部给事中、兵部掌印给事中、京畿道监察御史、刑科给事中、四川盐茶道、四川按察使加盐运使、云南粮储道等职。同治五年（1866年）任四川布政使，同治六年（1867年）兼理按察使，同治九年（1870年）受清穆宗赏赐二品顶戴花翎，十年兼署盐法道，总揽四川行政、民政、财政和监察大权。 
韩锦雲为官期间，正值国家积弱和外国殖民主义屡屡入侵中国，积极主张抵对内整顿吏治惩办贪官，对外抵抗殖民主义列强侵略，声望很高。时人以“海忠介后一人”称之。卒于任所，享年69岁，有《白鹤轩集》（2卷）行世。 　